# Anouk Vergé-Dépré
Anouk Vergé-Dépré (Bern, 11 februari 1992) is een Zwitserse beachvolleyballer. Ze nam tweemaal deel aan de Olympische Spelen en behaalde daarbij een bronzen medaille. Daarnaast is ze viervoudig nationaal kampioen. Met Madelein Meppelink nam ze in 2017 verder het initiatief voor de oprichting van de International Beach Volleyball Players' Association (IBVPA).

## Biografie

### Familie en begin carrière
Vergé-Dépré is geboren en getogen in Bern. Haar vader is afkomstig uit Guadeloupe en haar moeder uit het Berner Oberland en Vergé-Dépré heeft daardoor zowel de Franse als Zwitserse nationaliteit. Ze heeft daarnaast een jongere zus, Zoé, die eveneens beachvolleybalt. Na het afronden van het gymnasium begon Vergé-Dépré aan de studie communicatiewetenschappen, mediastudies en bedrijfskunde aan de Universiteit van Fribourg. Haar ouders volleybalden beide in de hoogste Zwitserse divisie en moedigden hun dochter aan om op tienjarige leeftijd met volleybal te beginnen. Ze speelde in de zaal aansluitend bij VBC Köniz en Sm’Aesch Pfeffingen en maakte deel uit van het nationale jeugdteam.
Daarnaast werd ze bij de jeugd in het beachvolleybal driemaal nationaal kampioen. In 2009 nam ze met Joana Winter deel aan de wereldkampioenschappen onder 19 in Alanya waarbij ze een vijfde plaats behaalde. Het jaar daarop won ze de nationale titel onder de 21 en behaalde ze met Isabelle Forrer de derde plaats bij de reguliere nationale kampioenschappen nadat ze voor Sarah Schmocker was ingevallen. Vervolgens maakte Vergé-Dépré definitief de overstap vanuit de zaal naar het beachvolleybal.

### 2011 tot en met 2016
Van 2011 tot en met 2016 vormde ze een team met Isabelle Forrer. Het eerste jaar maakte ze haar debuut in de FIVB World Tour waar ze vier wedstrijden speelde maar niet verder kwam dan plek vijfentwintig in Gstaad. Bij de Europese kampioenschappen in Kristiansand werd het tweetal in de zestiende finale uitgeschakeld door de Noren Kathrine Maaseide en Ingrid Tørlen. Met Ines Egger nam Vergé-Dépré verder mee aan de EK onder de 20 in Tel Aviv waar ze als zevende eindigde. Het seizoen daarop kwamen Vergé-Dépré en Forrer bij zeven toernooien in de World Tour tot twee negende plaatsen (Berlijn en Klagenfurt). Bij de EK in Scheveningen behaalden ze eveneens een negende plaats nadat ze in de achtste finale verloren hadden van het Tsjechische duo Lenka Háječková en Hana Klapalová. In eigen land wonnen ze de nationale titel door Joana Heidrich en Ramona Kayser in de finale te verslaan. Met Nina Betschart won ze daarnaast de wereldtitel onder de 21 in Halifax ten koste van Drussyla Costa en Rebecca Silva uit Brazilië.
In 2013 werd Vergé-Dépré met Betschart in Varna ook Europees kampioen onder de 23. Bij de wereldkampioenschappen in Stare Jabłonki bereikten Vergé-Dépré en Forrer de zestiende finale waar ze werden uitgeschakeld door April Ross en Whitney Pavlik. In de World Tour namen ze deel aan tien toernooien met een vijfde plaats in São Paulo als beste resultaat. Bij de EK in Klagenfurt behaalde het duo na de verloren kwartfinale tegen Liliana Fernández en Elsa Baquerizo uit Spanje eveneens een vijfde plaats en bij de nationale kampioenschappen werden ze tweede. Het daaropvolgende seizoen herhaalden ze dat laatste resultaat en eindigden ze bij de EK in Quartu Sant'Elena de negende plaats, nadat ze in de achtste finale werden uitgeschakeld door de Duitse Victoria Bieneck en Julia Großner. In de World Tour kwamen ze bij tien toernooien tot twee negende plaatsen (Stavanger en Xiamen).
In 2015 speelden Vergé-Dépré en Forrer in aanloop naar de WK vijf wedstrijden in de World Tour met een vijfde plaats in Stavanger als beste resultaat. Bij de WK in Nederland bereikte het duo de zestiende finale die verloren werd van het Australische tweetal Louise Bawden en Taliqua Clancy. Na twee FIVB-toernooien waar ze niet verder kwamen dan de drie-en-dertigste en zeventiende plaats volgde een vijfde plaats bij de EK in Klagenfurt. In het vervolg van het seizoen wonnen ze voor de tweede keer de nationale titel en haalden ze bij twee van de zes toernooien in de World Tour het podium; in Sotsji werden ze tweede en in Xiamen derde. Het jaar daarop noteerden Vergé-Dépré en Forrer bij acht van de twaalf reguliere FIVB-toernooien een toptienklassering. Bij de EK in Biel/Bienne strandden ze in de achtste finale tegen de Duitsers Karla Borger en Britta Büthe en ook bij de Olympische Spelen in Rio de Janeiro kwam het duo niet verder dan een negende plaats, nadat ze in de achtste finale door de latere kampioenen Laura Ludwig en Kira Walkenhorst uitgeschakeld werden. Ze prolongeerden hun nationale titel en sloten het seizoen af met een derde plaats bij de World Tour Finals in Toronto.

### 2017 tot en met 2021

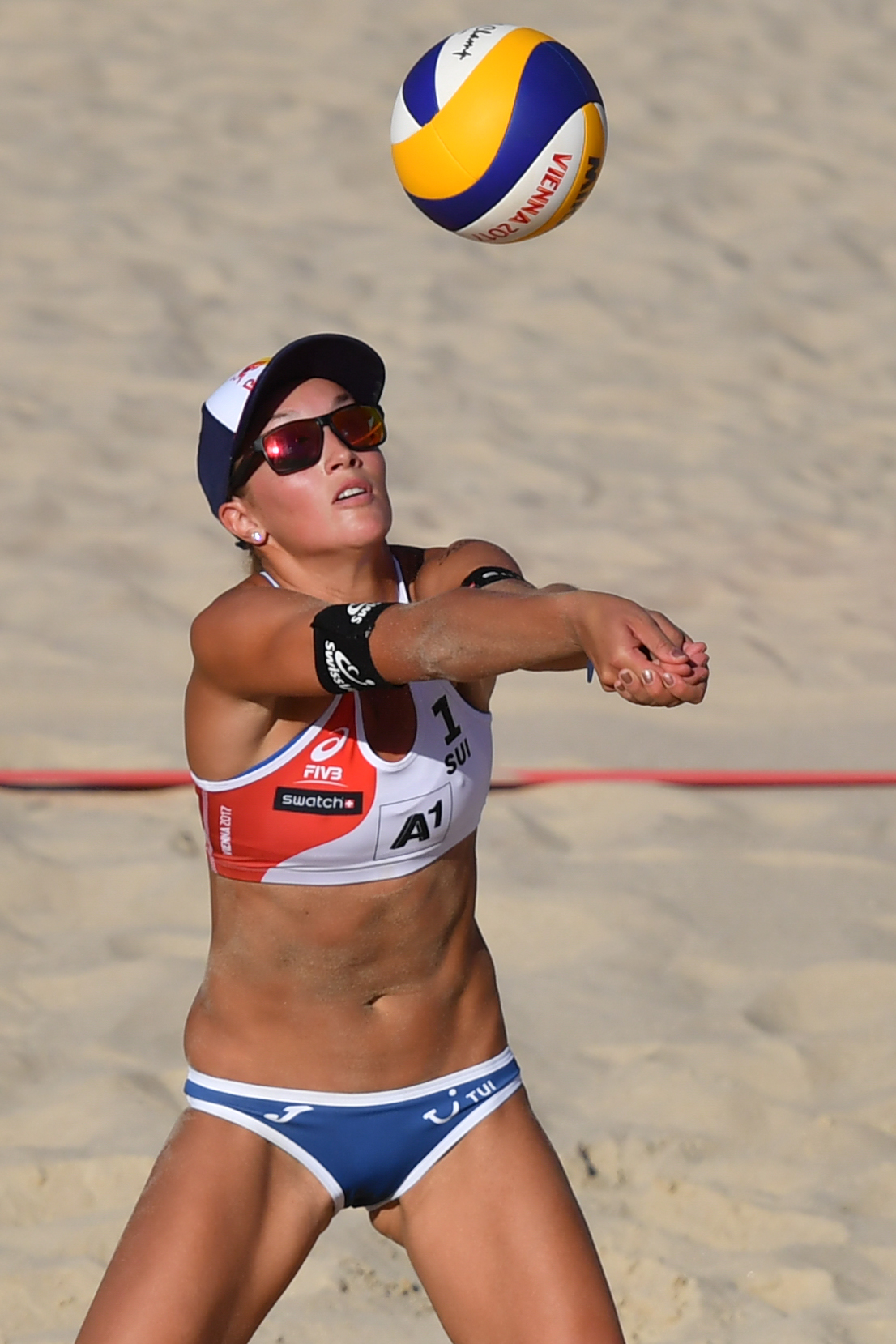
Vergé-Dépré in actie tijdens de WK in Wenen (2017)

Nadat Forrer gestopt was met beachvolleybal, vormt Vergé-Dépré sinds 2017 een team met Joana Heidrich – wiens voormalige partner, Nadine Zumkehr, eveneens afscheid van het beachvolleybal had genomen. Datzelfde jaar deden Vergé-Dépré en Heidrich mee aan zes reguliere FIVB-toernooien. Het duo behaalde daarbij onder meer een tweede plaats in Den Haag en een vierde plaats in Gstaad. Bij de WK in Wenen bereikten ze de achtste finale waar de Brazilianen Larissa França en Talita Antunes da Rocha te sterk waren. Daarna strandden ze bij de EK in Jūrmala tegen het Russische duo Jekaterina Birlova en Nadezjda Makrogoezova opnieuw in de achtste finale. Ze sloten het internationale seizoen af met een vijfde plaats bij de World Tour Finals in Hamburg en wonnen vervolgens de nationale titel ten koste van Nina Betschart en Tanja Hüberli. Bovendien nam Vergé-Dépré in 2017 met Madelein Meppelink het initiatief voor de oprichting van de International Beach Volleyball Players' Union (IBVPA) waarvan ze tevens de vice-voorzitter is. Het seizoen daarop speelden ze zeven internationale wedstrijden met een tweede plaats in Itapema als beste resultaat. Halverwege het jaar moesten ze hun optreden staken vanwege een hernia bij Heidrich die daarna een operatie onderging.
Voorafgaand aan de WK haalde het duo in 2019 bij drie van de zes toernooien in de World Tour de achtste finale. Bij de WK in Hamburg eindigden Vergé-Dépré en Heidrich als negende, nadat ze in de achtste finale werden uitgeschakeld door het Australische tweetal Mariafe Artacho en Taliqua Clancy. Naderhand kwam het duo in drie internationale wedstrijden niet verder dan de zeventiende plaats. Bij de EK in Moskou bereikten ze de halve finale die verloren werd van het Poolse tweetal Kinga Kołosińska en Katarzyna Kociołek; in de strijd om het brons waren Liliana en Elsa vervolgens te sterk waardoor ze als vierde eindigden. Vergé-Dépré en Heidrich wonnen het World Tour-toernooi in Moskou dat aansluitend op het EK werd gehouden, werden tweede bij de nationale kampioenschappen en behaalden een vierde plaats bij de World Tour Finals in Rome. Ze sloten het jaar af met een negende plaats bij het olympisch kwalificatietoernooi in Haiyang.
Het jaar daarop behaalde het duo een tweede plaats in Baden en werden ze in Jūrmala Europees kampioen ten koste van het Duitse duo Kim Behrens en Cinja Tillmann. In 2021 namen Vergé-Dépré en Heidrich in aanloop naar de Spelen deel aan vijf toernooien in de World Tour met een tweede plaats in Ostrava als beste resultaat. Bij het olympisch beachvolleybaltoernooi in Tokio won het duo de bronzen medaille door het Letste tweetal Tina Graudina en Anastasija Kravčenoka in de troostfinale te verslaan, nadat ze in de halve finale zelf verloren hadden van de latere kampioenen April Ross en Alix Klineman.

## Palmares
Kampioenschappen
- 2010:  NK
- 2012:  WK U21
- 2012:  NK
- 2013:  EK U23
- 2013:  NK
- 2014:  NK
- 2015:  NK
- 2016: 9e OS
- 2016:  NK
- 2017: 9e WK
- 2017:  NK
- 2019: 9e WK

- 2019:  NK
- 2020:  EK
- 2021:  OS

FIVB World Tour
- 2015:  Sotsji Open
- 2015:  Xiamen Open
- 2016:  Xiamen Open
- 2016:  World Tour Finals Toronto
- 2017:  3* Den Haag
- 2018:  4* Itapema
- 2019:  4* Moskou
- 2020:  1* Baden
- 2021:  4* Ostrava